# ポール・S・フォックス
ポール・S・フォックス（Paul S. Fox、1898年9月30日 - 1972年5月）はアメリカ合衆国の美術監督。

## 作品
- 三人の女性への招待状
- クレオパトラ
- カンカン
- 南太平洋
- おー！ウーマンリブ
- 王様と私
- 女はそれを我慢できない
- バス停留所
- 足ながおじさん
- 愛の泉
- ディミトリアスと闘士
- デジレ
- 聖衣
- ノックは無用
- キリマンジャロの雪
- 愛欲の十字路
- 紳士協定
- 剃刀の刃
- 闇の曲り角